# Suzanna's Daal

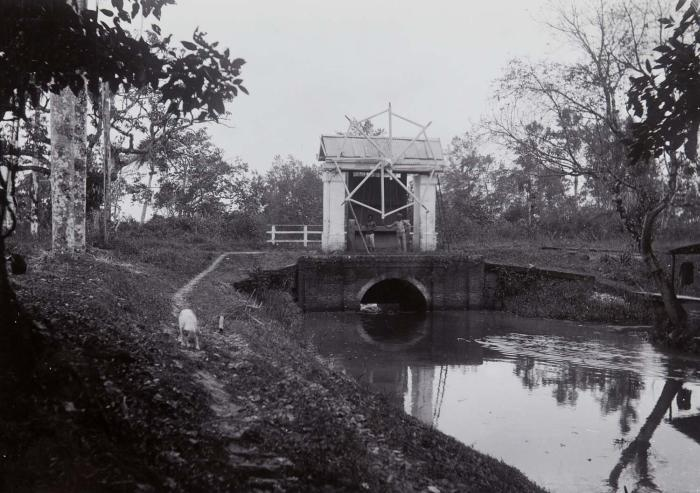
Sluis aan de Surinamerivier

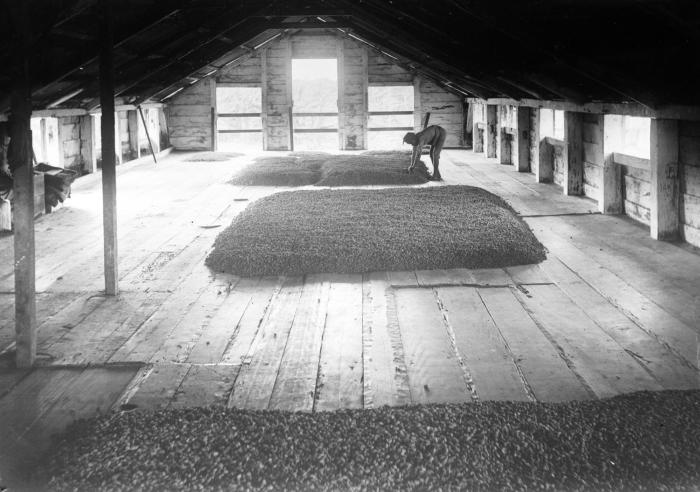
Nadrogen van cacao op de zolder

Suzanna’s Daal was een koffieplantage aan de Surinamerivier in het district Commewijne in Suriname. De plantage lag tussen de plantages Clevia en Voorburg.

## Geschiedenis
Met de bouw van Fort Nieuw-Amsterdam tussen 1734 en 1747 bij de samenstroom en mondingen van de Commewijne en Surinamerivier kreeg de benedenloop van de Surinamerivier een betere bescherming tegen indringers. Er werden toen initiatieven ontplooid om plantages in cultuur te brengen. Zo ontstonden onder andere Jagtlust, Dordrecht, Belwaarde en Clevia. Maar eerst moest de grond door de Gouverneur van Suriname worden uitgegeven door middel van een “warrand”, voorzien van een meetbrief. De gronden werden toen ook beschreven.
De grond werd in 1754 uitgegeven door Wigbold Crommelin, de toenmalige gouverneur van Suriname aan Hendrik Nicolaas Herbert. Hij noemde de plantage naar zijn echtgenote Susanna Nepveu, de zuster van Jan Nepveu. Na het overlijden van Herbert hertrouwde zij met Johan Philip Hendrik Mutzelius. Naar hem wordt de plantage in het Sranantongo Moeseersi genoemd.Deze sloot een hypotheek af bij het negotiatiefonds van weduwe De Ruijter en Adriaan Floris Raap. Omdat hij deze hypotheek niet kon afbetalen kwam de plantage in handen van het fonds. Dit fonds kocht rond 1790 een aantal percelen aan de overzijde van de rivier die eigenlijk  waren uitgegeven ten bate van de voedselvoorziening van Paramaribo. De stad had in die tijd namelijk een ernstig tekort aan voedsel door de Engelse blokkade gedurende de Vierde Engels-Nederlandse Oorlog. Deze koffieplantage werd het Land van Suzanna’s Daal genoemd. Later werd dit een onderdeel van de buurplantage De Morgenstond en omgezet naar een cacaoplantage. Na 1970 treedt er steeds meer verstedelijking op en wordt de plantage een wijk van Paramaribo.
In 1819 werd een deel van de plantage verkocht aan de weduwe Vereul en tien jaar later werd de hele plantage verkocht aan de firma John Cockerill & Thomas Keen. Zij zetten de plantage om in een suikerplantage en investeren in moderne stoomgedreven apparatuur. De laatste was ook eigenaar van de buurplantage Clevia. Na het overlijden van beide eigenaren komt de plantage in bezit van Joshua Lyon. Om de machines rendabel te laten werken kocht hij ook Clevia. Na de emancipatie in 1863 schakelde de plantage over op contractarbeid. In 1888 werd er nog steeds suikerriet verbouwd en werd het de gestookte rum onder de naam Susanna-rum verkocht. In 1919 werd de plantage, samen met Oud-Clevia te koop aangeboden. Er werd toen koffie, cacao, banaan en rubber geteeld.
De volgende eigenaar was de Landbouwonderneming Voorburg. Naast Voorburg en Suzanna’s Daal kochten zij ook Belwaarde. In 1929 was de plantage in bezit van de Balata Compagnie Suriname. Aan het einde van de twintigste eeuw kwam de plantage, evenals Weltevreden, in het bezit van de firma H.J. de Vries. Door verzilting van de bodem bleken grote delen van de plantage echter ongeschikt voor de landbouw.
A la bonne heure · Accaribo · Anna's Zorg · Akkerboom · Alliance · Alkmaar · Andresa · Auka · Andreesgift · Badenstein · Bantaskine · Barbados · Batavia · Beekenhorst · Belladrum · Bellevue · Belwaarde · Beninenburg · Berg en Dal · Bergen op Zoom · Berlijn (Commewijne) · Berlijn (Para) · Bethlehem · Boksweide · Boston · Botany Bay · Boxel · Bronswijk · Brouwerslust · Bruinendaal · Bucklebury · Buitenrust · Burnside · Cadrosspark · Caledonia · Campenburg · Cannewapibo · Catharina Sophia · Clevia  · Cliffort-Kokshoven · Clyde · Concordia · Concordia en een Kwart Lot · Courcabo · De Dageraad · De Eendragt · De Goede Vriendschap · De Resolutie · De Vier Hendrikken · Diamond · Dijkveld · Domburg · Dordrecht · Drie Gebroeders · Driesveld · Eendragt · Elisabeth's Hoop · Ellen · L'Espérance (Nickerierivier) · L'Espérance (Surinamerivier) · Esthersrust · Fairfield · Fortuin · Flora · Florentia · Frederiksburg · Frederiksdorp · Frederikslust · Geertruidenberg · Geyersvlijt · Glensander · Gloria · Groot Chatillon · Groot Marseille · Guadeloupe · Haarlem · Hague · Hamburg · Hamilton · Hamptoncourt · Hannover · Hazard · Hebron · Hecht en Sterk · Hildesheim · Hooyland · Hope · Houttuin · Huntly · Huwelijkszorg · Inverness · Jagtlust · Jodensavanne · Johan & Margaretha · Johanna Catharina · Johanna Maria · Johannesburg · John · Katwijk · Kent · Kerkshoven · Killenstein · Klein Bellevue · Kleinhoop · Krappahoek · Kroonenburg · Kwatta · La Jalousie · La Prévoyance · La Prosperité · La Rencontre · La Ressource (Saramacca) · La Ressource (Surinamerivier) · La Singularité · Laarwijk · Leasowes · Leliëndaal · Leonsberg · Livorno · Longmay · Lunenburg · Lust en Rust · Lustrijk · Maasstroom · Margarethenburg · Maria Petronella · Mariënbosch · Mariënburg · Margaretha's Gift · Mary's Hope · Meerzorg · Merveille · Moed en Kommer · Mon Bijou · Mon Souci · Mon Trésor · Monnikendam · Mopentibo · Morgenster · Moy · Nieuw Mocha · Nieuwzorg · Nieuwe Aanleg · De Nieuwe Grond · Nijd en Spijt · Novar · Nursery · Nut en Schadelijk · Onoribo · Onverwacht · Oranibo · Ornamibo · Overbrug · Overtoom 
· Oxford · Palestina · Paradise · Persévérance · Petersburg · Picardië · Peperpot · Pieterszorg · Plaisance · Poelwijk · Potosie · La Prevoyance · Purmerend · Rac à Rac · Reijnsdorp · Reijnsfort · Rijnberk · Roosenburg · Rorac · Rust en Werk · Rustenburg · Saltzhalen · Sans Souci · Saphir · Sarah · Sardam · Schaapstede · Schoonoord · Sinabo en Gelre · Sint Barbara · Sint Eustatius · Slootwijk · Smalkalden · Sorgvliet · Spieringshoek · Standvastigheid · Suidwijn · Suzanna's Daal · Toevlugt (Surinamerivier) · Tout Lui Faut · Toledo · Totness · Tyronne · 't Vertrouwen · Victoria · Vierkinderen · Visserszorg · Voorburg · Voorzorg (Saramacca) · Vossenburg · Vredenburg · Vriendsbeleid en Ouderzorg · Vreeland · Waltonhall · Waldijk · Waterloo · Wederzorg · Welbedacht · Welgelegen (Commewijne) · Welgelegen (Coronie) · Welgevallen · Weltevreden · Wolffs Capoerica · Wolfenbüttel · 't Ylant · Zoelen · Zorg en Hoop (hout) · Zorg en Hoop (indigo) · Zorg en Hoop (katoen) · Zorg en Hoop (suiker)